# Chamaecrista rotundifolia
Chamaecrista rotundifolia là một loài thực vật có hoa trong họ Đậu. Loài này được (Pers.) Greene miêu tả khoa học đầu tiên.